# Suzuki GSX 1300 R
De Suzuki GSX1300R is een motorfiets van het Japanse merk Suzuki die sinds 1999 op de markt is. Dit was de tweede productiemotor die de 300km/h-grens doorbrak. De bijnaam van deze motorfiets is Hayabusa, de Japanse benaming van de slechtvalk die bij het slaan van zijn prooi eveneens snelheden bereikt van meer dan 300km/h. Deze valk jaagt onder andere op de merel (Engels: Blackbird). Mogelijk is destijds bewust gekozen voor een subtiele verwijzing naar deze serie van Honda. Tot de introductie in 1999 had de Honda CBR 1100 XX Super Blackbird namelijk de titel van snelste productiemotor in handen.

## Kenmerken
De eerste generatie GSX1300R wordt aangedreven door een 1299 cc-vier-in-lijn-vloeistofgekoelde motor.
Het standaard blok (1999-2007) levert de volgende prestaties:
- 1/4 mijl (402 m): 10,02 seconden (231,3km/h)
- Topsnelheid: 305,13km/h

De tweede generatie GSX1300R wordt aangedreven door een 1340 cc-vier-in-lijn-vloeistofgekoelde motor.Het standaard blok (2008-heden) levert de volgende prestaties:
- 1/4 mijl (402 m): 9,68 seconden (232,7km/h)
- Topsnelheid: 300,00km/h (begrensd)

## Geschiedenis

### Eerste teken van leven
De eerste geruchten over de GSX1300R Hayabusa dateren uit 1998. Uiteindelijk werd de GSX1300R Hayabusa in Spanje gepresenteerd op het circuit van Catalunya in april 1999.

### Politiek gevoelig
Ten tijde van de introductie deed ook de politiek van zich spreken. Er was zelfs even sprake van dat deze motorfiets in Nederland niet verkocht mocht gaan worden. Na introductie realiseerden de belangrijkste Japanse motorfabrikanten zich dat de wedloop van pk's en snelheid nooit zou eindigen en alleen maar zou leiden tot zwaardere wetgeving en een slecht imago vanwege meer dodelijke ongelukken en hogere verzekeringspremies. Vanaf 2001 zijn dan ook internationale afspraken gemaakt dat productiemotoren niet harder mogen rijden dan 299km/h. Daarmee zijn de modellen 1999 en 2000 de enige die officieel de grens van 300km/h overschrijden. Deze modellen noemt men ook wel oerbusa. Om deze limiet te bereiken zijn de modellen van 2001 en later voorzien van een "timing retard" in de 6e versnelling, alsmede een toerenbegrenzer (10.200 RPM in plaats van 11.000 RPM). Dit resulteerde in een topsnelheid van het 1999/2000-model van 320 km/h naar een nieuw maximum van 299 km/h.

### Een nieuwe klasse
De GSX1300R Hayabusa is officieel geclassificeerd als een fiets in de sport-tourklasse maar is door Suzuki destijds geïntroduceerd als de eerste motorfiets in een nieuwe klasse: de Ultimate Sportbike.
De Hayabusa beschikt over zeer geavanceerde racetechniek maar ook over een zeer afwijkende styling. Deze afwijkende styling wordt verklaard door de aerodynamica. Deze is nodig om voldoende stabiliteit te houden bij extreem hoge snelheden.
Vergelijkbare modellen ten tijde van de introductie zijn de Kawasaki ZZ-R 1100 (ZX11) en ZX-12R, Honda CBR 1100 XX Super Blackbird en BMW K1200RS.

### Ontwikkeling
Na introductie bleef de GSX1300R Hayabusa acht jaar vrijwel ongewijzigd in productie en hij hield de titel snelste productiemotor in bezit. In 2006 bracht Kawasaki de ZZR1400 op de markt welke deze titel overnam. In november 2007 introduceerde Suzuki in Rome een totaal vernieuwde Hayabusa. Deze nieuwe Hayabusa is zowel technisch als cosmetisch onder handen genomen waarbij het motorblok nu 197pk (met Ram Air 204pk) en 155Nm koppel produceert. Hierdoor was de GSX1300R Hayabusa wederom de snelste productiemotor ter wereld.
Een afgeleide van de GSX1300R Hayabusa is de Suzuki B-King. Het conceptmodel van de B-King stamt uit 2001, maar het is pas in 2007 nagenoeg onveranderd op de markt gebracht. De B-King is een straatracer voorzien van een 2008-model Hayabusa-motorblok. Het vermogen van de B-King is echter door Suzuki beperkt tot 185pk. De B-King is vergelijkbaar met de Yamaha V-Max en MT-01.

### Verschillen
Verschillen waaraan het bouwjaar te herkennen is zijn de volgende:
- 1999- en 2000-modellen hebben een kilometerteller die tot 340km/h kan aanwijzen. In 2001 zijn in Nederland alleen overjarige modellen van 2000 verkocht in verband met de begrenzing vanwege nieuwe internationale afspraken. Kilometertellers van modellen van 2001 en later wijzen maar tot 300km/h aan.
- Elke twee jaar wordt er een andere tekening in het verfschema aangebracht. De enige afwijking hierin is 2007. Dit was het laatste jaar van de originele Hayabusa en zodoende werd een jubileumversie uitgebracht.
- Vanaf 2008 is de GSX1300R voorzien van een totaal nieuw uiterlijk en is hij ook technisch volledig vernieuwd. Zo is dit nieuwe blok o.a. voorzien van een clutch-assist en het S-DMS-systeem, een systeem waarbij de berijder kan kiezen uit verschillende vermogensprogramma's.

## Symbool
Het symbool dat op de zijkant van de Hayabusa staat afgebeeld komt uit een Japans schrift, het Kanji. Het teken wordt uitgesproken als Hayato of Hayabusa. Het symbool staat voor sterk en snel.

## Dragracing
De GSX1300R is uitgerust met een bijzonder goed geconstrueerd blok. Daardoor is dit blok uitermate geschikt om bijvoorbeeld te voorzien van een turbocompressor. Het plaatsen van een Turbo met een vermogen tot 350pk vergt relatief weinig aanpassingen. Vermogens tot 500pk zijn haalbaar. In de dragracesportwereld is de GSX1300R dan ook een veel voorkomende verschijning.

## Wereldrecord
De Nederlander Frank Gillebaard (The Flying Dutchman) is op dit moment wereldrecordhouder als "snelste man op een conventionele motorfiets" met een gekentekende GSX1300R. Op 11 juli 2006 reed hij met zijn GSX1300R Hayabusa Turbo op het vliegveld Elvington (VK) 427,12km/h. De snelste vrouwelijke rijder is Becci Ellis. Zij reed in 2014 op vliegveld Elvington (VK) 425,03km/h op haar GSX1300R Hayabusa Turbo.

## Motorclub
In 2002 is een Nederlandse motorclub opgericht voor dit type. De naam van deze club is Hayabusa Club Holland. Het is een landelijke club, die in oktober 2006 een officiële vereniging werd, met een bestuur. Deze vereniging heeft meer dan 300 leden. Dit is ongeveer de helft van het totaal aantal verkochte GSX1300R's in Nederland.

## Specificaties
|                       | 1999-2007 | 2008-2009 |
| --------------------- | --- | --- |
| Motor                 | 1299cc, 4-takt, viercilinder, vloeistofgekoeld, DOHC, 16 kleppen, TSCC | 1340cc, 4-takt, viercilinder, vloeistofgekoeld, DOHC, 16 kleppen, TSCC |
| Boring slag           | 81.0 x 63,0 mm | 81.0 x 65,0 mm |
| Compressie verhouding | 11.0:1 | 12.5:1 |
| Vermogen              | 175 pk | 197 pk |
| Koppel                | 134 Nm | 155 Nm |
| Brandstofsysteem      | Keihin/Denso-brandstofinjectie | Suzuki Dual Throttle Valve-brandstofinjectie |
| Smering               | Wet sump met Koeler | Wet sump met Koeler |
| Ontsteking            | Digitaal/Transistor | Digitaal/Transistor |
| Transmissie           | 6-versnellingen, Natte meerplaatskoppeling | 6-versnellingen, Natte meerplaatskoppeling met clutch assist |
| Eindoverbrenging      | 18/43 met 112 schakels (ketting) | 18/43 met 112 schakels (ketting) |
| Totale lengte         | 2140 mm | 2195 mm |
| Totale breedte        | 740 mm | 740 mm |
| Totale hoogte         | 1155 mm | 1170 mm |
| Zithoogte             | 805 mm | 805 mm |
| Grondspeling          | 120 mm | 120 mm |
| Wielbasis             | 1485 mm | 1485 mm |
| Droog gewicht         | 217 kg | 220 kg |
| Voorvering            | Omgekeerde telescoop, spiraalveer, volledig verstelbare voorspanning, 14-standen-verstelbare uitgaande demping en 13-standen-verstelbare ingaande demping | Omgekeerde telescoop, spiraalveer, DLC-coating, volledig verstelbare voorspanning, 14-standen-verstelbare uitgaande demping en 13-standen-verstelbare ingaande demping |
| Achtervering          | Link-type, gas/oliegedempt, volledig verstelbare veer voorspanning, 22-standen-verstelbare in- en uitgaande demping | Link-type, gas/oliegedempt, volledig verstelbare veer voorspanning, 22-standen-verstelbare in- en uitgaande demping |
| Remmen voor           | Dubbele 6-zuiger-hydraulisch geremde schijf | Dubbele 4-zuiger-radiaal hydraulisch geremde schijf |
| Remmen achter         | Enkele hydraulisch geremde schijf | Enkele hydraulisch geremde schijf |
| Banden voor           | BT56J 120/70-ZR-17 | BT15M 120/70-ZR-17 |
| Banden achter         | BT56J 190/50-ZR-17 | BT15M 190/50-ZR-17 |
| Brandstoftankinhoud   | 21 l | 21 l |
| Uitlaat               | 4-2-1-2 Dubbele uitlaat met katalysator | 4-2-1-2 Dubbele uitlaat met katalysator |
| Kleuren               | 1999: Zilver/Koper, Zwart/Grijs, Rood/Zwart. 2000: Blauw/Zilver, Rood/Zilver, Zilver. 2001: Blauw/Zilver, Zwart/Zilver. 2002: Zwart/Blauw, Zilver/Grijs, Midnight Zwart(Limited Edition). 2003: Zilver/Grijs, Zwart/Grijs, Zwart, Midnight Zwart (Limited Edition), Golden Orange (VS 40th ann). 2004: Blauw/Zilver, Zwart/Paars, Rood 2005: Blauw/Zilver, Zwart/Grijs, Rood/Zwart 2006: Blauw/Zilver, Zwart/Grijs, Rood/Zwart. 2007: Zwart, Rood, Blauw, Wit/Zilver (UK Limited Edition) | 2008: Oranje/Zwart, Grijs/Zwart, Wit/Zilver, Blauw/Zwart. 2009: Goud/Zwart, Zilvergrijs, Zwart, Wit/Zilver. 2010: Zwart, Blauw, Wit. 2011: Zwart(2 versies), Blauw, Wit. 2012: Zwart, Rood, Wit. 2013: Geel/Zwart, Wit/Grijs, Zwart/Grijs. 2014: Rood/Wit, Blauw/Wit, Zwart/Grijs. 2015: Zwart/Grijs, Blauw/Grijs, Wit/Grijs |

## Andere namen
- Boes
- (Turbo) Busa
- Conehead
- Haya

## Fotogalerij

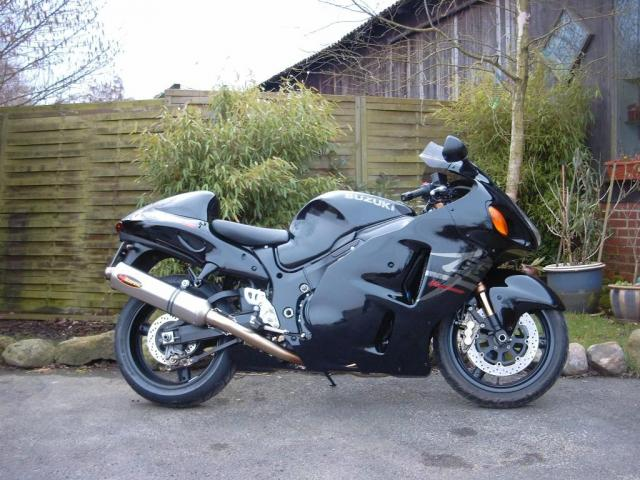
Suzuki Hayabusa uit 2003 (Limited Edition)
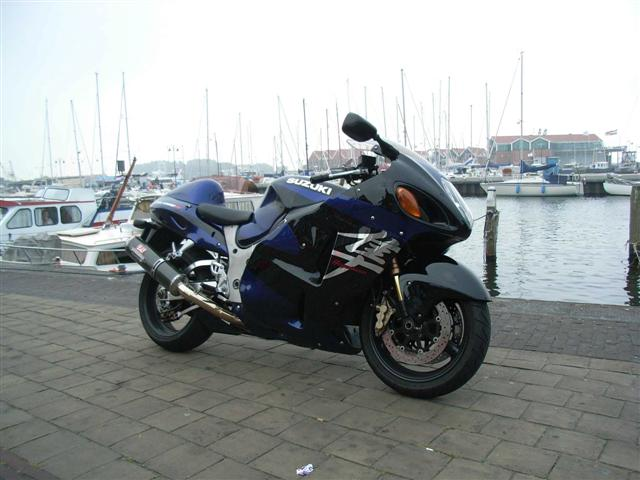
Suzuki Hayabusa uit 2004
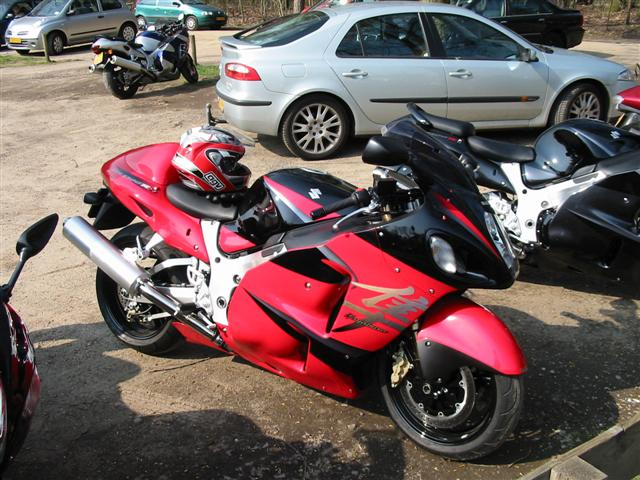
Suzuki Hayabusa uit 2005
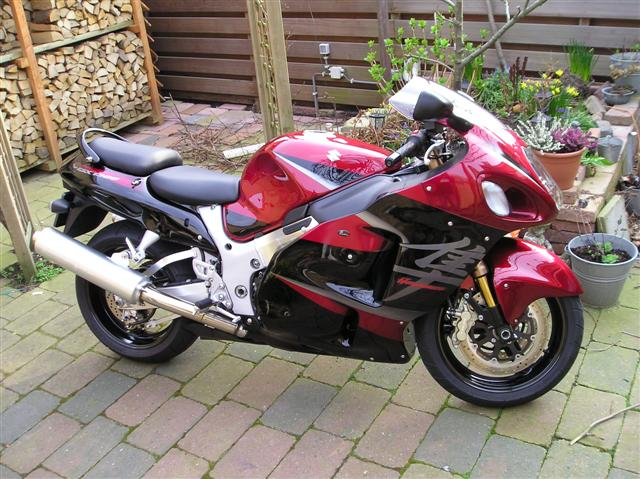
Suzuki Hayabusa uit 2006
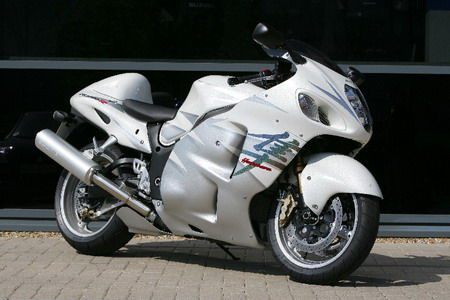
Suzuki Hayabusa uit 2007
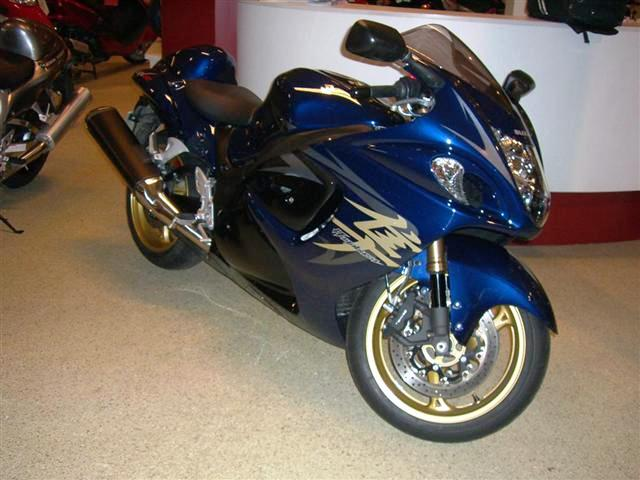
Suzuki Hayabusa uit 2008
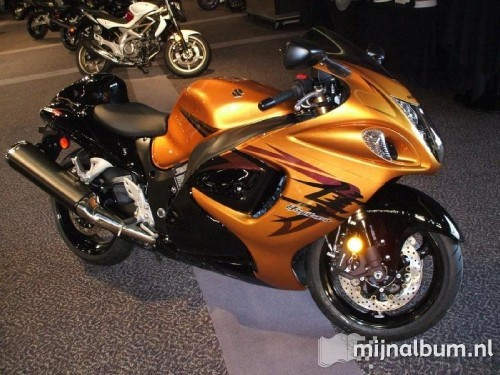
Suzuki Hayabusa uit 2009